# Gödel ontológiai istenérve
Gödel ontológiai istenérve Isten létezésének egy Kurt Gödel matematikus által adott modális logikai levezetése. Más ontológiai érvekhez hasonlóan Isten létére nem megfigyelésekből, hanem tisztán logikai úton, szükségesnek tartott premisszákból következtet. Gödel a levezetéssel Anzelm ontológiai istenérvét (pontosabban annak Leibniz általi megfogalmazását) öntötte matematikai formába. Bár 1940-től egészen 1978-ban bekövetkezett haláláig többször visszatért a témához, eredményeit sohasem publikálta. 1970-ben, amikor úgy érezte, hogy meg fog halni, osztotta csak meg tudását Dana Scott-tal, aki a programozási logika egyik megalapítója. Dana Scott egyetemi előadásaiban többször is ismertette Gödel elméletét. Gödel eredeti, rendkívül tömör, két oldalas kéziratát csak 1987-ben, kilenc évvel halála után publikálták először.

## Az Isten-fogalom axiomatikus leírása
Gödel ontológiai istenérve egy axiomatikusan megalapozott matematikai elmélet, hasonlóan az euklideszi geometriához. Mint minden axiomatikus elmélet, négy fő részből áll:
1. Logikai keretrendszer
2. Alapfogalmak és definíciók
3. Axiómák
4. Tételek

A legtöbb matematikai elmélet megfogalmazásánál a logikai keretekről nem esik szó. Ennek az az oka, hogy a legtöbb matematikai elmélet a klasszikus elsőrendű predikátumkalkulust használja. A használt logikai rendszert általában csak akkor emeljük ki, ha az eltér a megszokottól, vagy magának a logikának a matematikai megalapozásáról van szó. Gödel elmélete számára a modális, másodrendű, azonosságpredikátumot tartalmazó predikátumkalkulus S5 axiómarendszerét választotta ki, a továbbiakban ezt hívjuk egyszerűen S5-nek.
A másodrendű logika szükségessége összefügg a rendszer egyetlen alapfogalmának megválasztásával. Anzelm eredeti érvelésének a kiindulópontja annak kimondása, hogy Isten „valami, aminél semmi nagyobb el nem gondolható”. Mióta istenérvek vannak, azok cáfolatának legegyszerűbb módja az istenérv önellentmondásának kimutatása. Márpedig a matematikában semmi sem vezet hamarabb önellentmondáshoz, mint annak kimondása, hogy egy teljesen átfogónak szánt rendszerben van valami, ami a legnagyobb. Elég ha a Cantor-féle diagonális eljárásra, a hatványhalmazra vagy Russell „az önmagukat elemként nem tartalmazó halmazok halmazára” vonatkozó paradoxonára gondolunk. Gödelnek tehát konkretizálni kellett azt a kontextust, amiben Isten a legnagyobb. Isten – ahogy elgondoljuk – nyilván nem mindenben a legnagyobb, például gonoszságban bizonyára nem. Gödel – három évtizednyi vívódás után úgy döntött, hogy Isten annyiban a legnagyobb, hogy az összes pozitív tulajdonsággal rendelkezik. Ezt a teológia nyelvén úgy lehet kifejezni, hogy „Isten a legfőbb jó”.
Miután a pozitivitás a tulajdonságok attribútuma, ezért adódik, hogy a nyelvnek legalább másodrendűnek kell lennie. Így a rendszerben vannak dolgok (x,g), vannak ezek tulajdonságai (φ,ψ,G) és végül vannak a szuper-tulajdonságok, a tulajdonságok tulajdonságai (P), illetve olyan tulajdonságok, melyek egy tulajdonság és egy dolog rendezett párját illetik meg (ess).
Gödel rendszerének egyetlen alapfogalma egy egyargumentumú szuper-tulajdonság, a P, aminek értelemszerűen nincs definíciója, mint ahogy nincs definíciója az euklideszi geometriában a pontnak. Ennek megfelelően a P-vel jelölt „pozitív tulajdonságnak lenni” szuper-tulajdonságról semmit sem tudunk, csak amit majd az axiómák kimondanak. Természetesen tudjuk, hogy Gödel szándékolt értelmezése a morális-esztétikai értelemben pozitív tulajdonságokat takarja, de ez a matematikai leírás szemszögéből irreleváns.

## A bizonyítás formális megfogalmazása
{\displaystyle {\mbox{(Ax. 1)}}\;P(\varphi )\;\land \;P(\psi )\rightarrow P(\varphi \;\land \;\psi )}
Két pozitív tulajdonság konjunkciója is pozitív tulajdonság.
{\displaystyle {\mbox{(Ax. 2)}}\ P(\neg \varphi )\leftrightarrow \neg P(\varphi )}
Egy tulajdonság és tagadása közül mindig az egyik pozitív, a másik pedig nem pozitív.
{\displaystyle {\mbox{(Ax. 3)}}\ P(\varphi )\rightarrow \Box P(\varphi )}
A pozitív tulajdonságok szükségszerűen pozitívak.
{\displaystyle {\mbox{(Ax. 4)}}\;[P(\varphi )\land \Box \ \forall x[\varphi (x)\rightarrow \psi (x)]]\rightarrow P(\psi )}
Azok a tulajdonságok, melyeket egy pozitív tulajdonság szükségszerűen von maga után, maguk is pozitívak.
{\displaystyle {\mbox{(Df. 1)}}\ G(x)=_{df}\forall \varphi [P(\varphi )\rightarrow \varphi (x)]}
Az istenjellegűség tulajdonsága definíció szerint azonos azzal, hogy egy dolog az összes pozitív tulajdonsággal rendelkezik.
{\displaystyle {\mbox{(Df. 2)}}\ \varphi \;\operatorname {ess} \;x=_{df}\forall \psi \lbrace \psi (x)\rightarrow \Box \;\forall x[\varphi (x)\rightarrow \psi (x)]\rbrace }
Egy tulajdonság egy dolognak lényegi tulajdonsága, amennyiben az illető tulajdonság a dolog összes tulajdonságát szükségszerűen maga után vonja (minden dologra vonatkozóan).
{\displaystyle {\mbox{(Df. 3)}}\ \operatorname {NE} (x)=_{df}\forall \varphi [\varphi \;\operatorname {ess} \;x\rightarrow \Box \;\exists x\;\varphi (x)]}
A szükségszerű létezés tulajdonsága megillet egy dolgot, amennyiben a dolog mindegyik lényegi tulajdonságára szükségszerű, hogy létezzen olyan tulajdonságú entitás.
{\displaystyle {\mbox{(Ax. 5)}}\ P(\operatorname {NE} )}
A szükségszerű létezés tulajdonsága pozitív tulajdonság.
{\displaystyle {\mbox{(Th. 1)}}\ G(x)\rightarrow G\;\operatorname {ess} \;x}
Amely dolgok rendelkeznek az istenjellegűség tulajdonságával, azoknak az istenjellegűség tulajdonsága a lényegét alkotja.
Ha egy a entitás istenjellegű, de az istenjellegűség tulajdonsága nem alkotja lényegét, akkor van olyan tulajdonsága, melyet az istenjellegűség nem von szükségszerűen maga után, (Df. 2) szerint.
Legyen ez a tulajdonság F. Ekkor G(a) és F(a), de van olyan entitás is – legyen a neve b –, amelyre lehetséges G(b) és lehetséges ¬F(b).
Azonban a istenjellegű, azaz az összes pozitív tulajdonsággal rendelkezik, (Df. 1) szerint.
Ekkor, ha ¬F pozitív tulajdonság, akkor a rendelkezik ¬F-fel és F-fel is.
Másrészt lehetséges, hogy b istenjellegű, azaz lehetséges, hogy az összes pozitív tulajdonsággal rendelkezik, (Df. 1) szerint.
Viszont a pozitív tulajdonságok szükségszerűen pozitív tulajdonságok (Ax. 3) szerint.
Tehát ha F pozitív tulajdonság, akkor abban a lehetséges világban is pozitív tulajdonság, amelyben b istenjellegű.
Ebben az esetben azonban b ebben a lehetséges világban istenjellegűsége folytán rendelkezik F-fel és feltevésünk értelmében rendelkezik ¬F-fel is.
Mindkét ágon ellentmondásra jutottunk, következésképpen az istenjellegű entitásnak nincs olyan tulajdonsága, melyet istenjellegűsége ne vonna szükségszerűen maga után.
{\displaystyle {\mbox{(Th. 2)}}\ \exists x\;G(x)\rightarrow \Box \;\exists x\;G(x)}
Ha létezik az istenjellegűség tulajdonságával rendelkező lény, akkor szükségszerű, hogy létezik ilyen lény.
Mivel a szükségszerű létezés (Ax. 5) szerint pozitív tulajdonság, ezért az istenjellegűség tulajdonságával rendelkező lény rendelkezik ezzel a tulajdonsággal, (Df. 1) és (Df. 3) szerint.
Ekkor azonban az istenjellegű lény szükségszerű létezésének alapján felírhatjuk (Df. 3) jobb oldalát, majd ebben a formulában mindkét tulajdonság helyére G-t behelyettesítve kapjuk azt az alesetet, hogy ha egy entitásnak az istenjellegűség lényegi tulajdonsága, akkor szükségszerűen létezik olyan entitás, amely az istenjellegűség tulajdonságával rendelkezik.
Ebből és (Th. 1)-ből leválasztással kapjuk (Th. 2)-t.
{\displaystyle {\mbox{(Th. 3)}}\ \Diamond \exists x\;G(x)\rightarrow \Diamond \Box \;\exists x\;G(x)}
Ha lehetséges, hogy létezik olyan lény, amely az istenjellegűség tulajdonságával rendelkezik, akkor lehetséges, hogy szükségszerű, hogy létezik ilyen lény.
(Th. 2)-ből következik, Lemmon-szabállyal.
{\displaystyle {\mbox{(Th. 4)}}\ \Diamond \Box \;\exists x\;G(x)\rightarrow \Box \;\exists x\;G(x)}
Ha lehetséges, hogy szükségszerűen létezik olyan lény, amely az istenjellegűség tulajdonságával rendelkezik, akkor szükségszerű, hogy létezik ilyen lény.
S5 karakterisztikus formulasémájának a {\displaystyle \exists x\;G(x)} formulára való alkalmazásából adódik.
{\displaystyle {\mbox{(Th. 5)}}\ \Diamond \exists x\;G(x)}
Lehetséges, hogy létezik olyan lény, amely az istenjellegűség tulajdonságával rendelkezik.
A pozitív tulajdonságok – és ezek között az istenjellegűség tulajdonsága, mivel (Ax. 1) értelmében az is pozitív – nem szükségszerűen üres tulajdonságok.
Tegyük fel, hogy van ellenpélda, F, amely pozitív, de szükségszerűen üres tulajdonság.
Ekkor azonban (Ax. 4) szerint tetszőleges tulajdonság – például az önazonosság és annak tagadása, az önmagától való különbözőség is – pozitív tulajdonság lesz, mivel a pozitív, szükségszerűen üres F tulajdonság mindegyik tulajdonságot szükségszerűen maga után vonja.
Ez pedig (Ax. 2) szerint nem lehetséges.
{\displaystyle {\mbox{(Th. 6)}}\ \Box \exists x\;G(x)}
Szükségszerű, hogy létezik olyan lény, amely az istenjellegűség tulajdonságával rendelkezik.
(Th. 4)-ből és (Th. 5)-ből következik, leválasztási szabállyal.

## A bizonyítás informális vázlata
Gödel érvét a tulajdonságokon operáló „pozitív tulajdonságnak lenni” (P) szuper-tulajdonság segítségével fogalmazza meg. A pozitív tulajdonságokról belátja, hogy elgondolhatóak (lehetségesek, azaz van olyan lehetséges világ, amiben létezik az adott tulajdonsággal bíró dolog):
1. Ha egy tulajdonság pozitív, akkor szükségképpen pozitív (azaz mindegyik lehetséges világban pozitív tulajdonságnak számít) [Ax. 3]
2. Ha egy tulajdonság pozitív, akkor a hiánya nem pozitív, és fordítva: ha egy tulajdonság nem pozitív, akkor hiánya pozitív tulajdonság [Ax. 2]
3. Ha egy tulajdonság pozitív, akkor azok a tulajdonságok is pozitívak, melyeket szükségszerűen (minden lehetséges világban) maga után von [Ax. 4]

Ebből a három axiómából következik, hogy minden pozitív φ tulajdonság elgondolható (lehetséges). Ha ugyanis egy φ tulajdonsággal egyetlen lehetséges világban sem rendelkezik semmi, akkor tetszőleges F predikátumot, és természetesen annak ¬F tagadását is szükségszerűen maga után vonná. Ekkor viszont F és ¬F is pozitív tulajdonság (Ax. 4) szerint, ami viszont (Ax. 2) értelmében nem lehetséges.

### Gödel három fogalma
Gödel ezután bevezet három fogalmat:
- esszenciális tulajdonság (φ ess x) [Df. 2]: egy adott lény vagy dolog egy tulajdonsága akkor esszenciális, ha minden tulajdonsága következik belőle. (Az adott dolgot tehát ez a tulajdonság határozza meg, ez a lényege. A definíció nem köti ki, hogy egy dolognak csak egy esszenciális tulajdonsága lehet, de ha φ és φ' is az, akkor kölcsönösen következnek egymásból, tehát azonosnak tekinthetőek.)
- szükségszerű létezés (NE) [Df. 3]: valami szükségszerűen létezik, ha minden lehetséges világban van olyan létező, ami rendelkezik az esszenciális tulajdonságával.
- istenjellegűség (G) [Df. 1]: istenjellegű az a létező, amely az összes pozitív tulajdonsággal rendelkezik . Mivel (Ax. 2) szerint tetszőleges tulajdonság és annak tagadása közül az egyik (és csak az egyik) pozitív, így az istenjellegű entitás csak pozitív tulajdonságokkal rendelkezik.

Végül Gödel feltételezi, hogy a szükségszerű létezés pozitív tulajdonság [Ax. 5], ennek értelmében pedig az istenjellegű entitásnak a szükségszerű létezés tulajdonságával is rendelkeznie kell.
A levezetés további lépései abból, hogy az istenjellegű lény definíció szerint a szükségszerű létezés tulajdonságával is rendelkezik, ahhoz a konklúzióhoz vezetnek el, hogy a kikötések értelmében ilyen lénynek minden lehetséges világban léteznie kell.

## Gödel tétele Istenről
A fentiekből könnyű azt a következtetést levonni, hogy Gödel bebizonyította Isten létét. Ha azonban nem akarunk téves következtetésekre jutni, akkor pontosan be kell mutatni, milyen környezetben is sikerült ezt megtennie. Nevezetesen:
{\displaystyle S5\cup \{{\mbox{(Ax. 1)}},{\mbox{(Ax. 2)}},{\mbox{(Ax. 3)}},{\mbox{(Ax. 4)}},{\mbox{(Ax. 5)}}\}\;\models \ \Box \;\exists x\;G(x)}
Gödel ontológiai istenérve nem más, mint a fenti matematikai állítás, azaz hogy a modális logika S5 rendszerében az (Ax. 1)–(Ax. 5) axiómák következménye egy istenjellegű entitás szükségszerű létezése.

## Az axiomatikus modell bírálata
Egy axiómarendszer értékét két dolgon lehet lemérni: egyrészt, hogy mennyire gazdag, vagyis az axiómák következményeként mit tudunk meg az alapfogalmak tulajdonságairól, az ismert tételek összessége mennyire erősíti meg az alapfogalmak intuitív jelentését, másrészt a kidolgozott elmélet használható-e a matematika vagy más tudományok területein és/vagy a valóságban.
Ebből a szempontból Gödel elmélete igencsak hiányos. Nyilvánvaló, hogy Istenről számos olyan elképzelés van, amelyről Gödel elmélete egyáltalán nem szól, ilyen például a "Teremtő" fogalma, ami Isten egyik legfontosabb attribútuma. Gödel elmélete a matematikára nem gyakorolt komoly hatást, a modális logikai rendszerek ezen alkalmazás nélkül is kifejlődtek, és maga a bizonyítás nem tartozik a bonyolultak közé.
A metafizikai és a teológiai hatása már sokkal mélyrehatóbb.
További kritikák illethetik magukat az axiómákat, mondván, hogy azok tartalma nincs összhangban a leírni kívánt jelenség tulajdonságaival. Ezek közül Kant ismert érvelése az egyik legfontosabb, amely szerint a létezés nem állítható, vagy nem úgy állítható a dolgokról, mint más tulajdonságok. Ennek következtében a szükségszerű létezés pozitivitása nem állítható, vagyis (Ax. 5) nincs összhangban az a priori ismeretek természetével.
Kérdéses lehet az S5 rendszer használata. A modális fogalmak legtöbbje nem modális fogalmakkal is leírható. Ugyanakkor az Istennel kapcsolatos fogalmak legtöbbjének valóban modális jellege van, és a matematikai logikai vizsgálatokban a modalitás gyakran jut szerephez.

## Gödel ontológiai istenérvének interpretációi
Gödel tételének két értelmezése van.

### Matematikailag bizonyított, hogy Isten létezik
Az ontológiai istenérvek klasszikus értelmezése alapján a ’lehetséges’ fogalmát az ’elgondolható’ fogalmával azonosítják, továbbá a létezés fogalmát magával az objektív létezéssel. Ilyen módon értelmezve Gödel fenti tétele úgy is olvasható, hogy ha Isten elgondolható, akkor szükségszerűen létezik a világunkban. Ehhez a gondolatmenethez nagyon hasonló Gödel teljességi tételének Surányi Lászlótól származó filozófiai interpretációja[forrás?]. Surányi a teljességi tételnek azt a következményét, miszerint minden ellentmondásmentes rendszer modellezhető, úgy értelmezi, hogy az ellentmondásos rendszer jelenti az elgondolást és a modell pedig a való világban történő materializálódást. Ez az érvelés nem is kísérel meg logikai bizonyítást, hanem metaforikus jellegű.
Egyik másik lehetséges interpretáció, ha elfogadjuk, hogy az S5 logika a valóságban alkalmazható, továbbá elfogadjuk, hogy a valóban létező dolgokról lehet pozitív tulajdonságokat állítani, akkor Gödel tételének egyenes következménye, hogy Isten a valós világban is létezik, mint az elgondolható pozitív tulajdonságok összessége. Szabadon interpretálva: „Isten, a legnagyobb Jó szükségszerűen létezik.”

### Gödel ontológiai istenérve semmit sem mond Istenről
Ez az interpretáció két ellenérvet is használ. Az első szerint, igaz hogy Gödel tétele úgy is olvasható, hogy „ha Isten elgondolható, akkor szükségszerűen létezik”, de mind az ’elgondolhatóság’, mind a ’szükségszerűség’ egy matematikai elmélet keretében létezik és semmi köze a valósághoz.
A másik érvelés ennél messzebbre megy. Elfogadja, hogy az S5 rendszer konzisztens a valósággal. Úgy gondolja azonban, hogy számos olyan szuper-tulajdonság van, ami eleget tesz az (Ax. 1)–(Ax. 5) axiómarendszernek. Például tekinthető az a Q szuper-tulajdonság, amelyiket leginkább „az emberi butaság megnyilvánulása” fogalmával lehet leírni. Ez a szuper-tulajdonság eleget tehet az (Ax. 1)–(Ax. 5) rendszernek, így Gödel tétele azt jelenti, hogy „a legnagyobb butaság szükségszerűen létezik”, és ebben a rendszerben is létezik egy (Q szerint) istenszerű lény. Ez az érvelés nem negligálja azonban Gödel elméletét, csupán arra mutat rá, hogy egyidejűleg számos morális-jellegű szuper-tulajdonság létezhet. Mi több, ezek között különféle kapcsolat is fennállhat. Például olyan elmélet is létezik, amelyik azt mondja, hogy „h lényege, hogy nem hisz g létezésben”. Vagyis a legnagyobb butaság Isten létének tagadása.

## Összefoglalás
Gödel ontológiai istenérve egy olyan matematikai modell, amelyben Anzelm eredeti istenérve ellentmondásmentesen megfogalmazható, és elméletének keretén belül az Istenhez kapcsolódó egyéb fogalmak egymáshoz való viszonya is vizsgálható. Gödel ezzel megnyitotta az utat további kutatások számára, amelyek előítéletektől mentesen szeretnék legalább azt tisztázni, hogy az Istennel kapcsolatos állításainknak és fogalmainknak van-e, s ha igen, milyen belső struktúrájuk.
Gödel rendszere messze nem teljes, kicsit olyan, mintha az euklideszi geometria fogalmai közt ott lenne a pont és az egyenes, de még hiányozna az ’illeszkedés’ fogalma.

## Külső hivatkozások
- Csaba Ferenc: "Az ontológiai bizonyítás és Kurt Gödel", Magyar Filozófiai Szemle 1998/1–3, 57–69. o.
- Kurt Gödel's Ontological Argument
- Stanford Encyclopedia of Philosophy: Ontological Argument
- Bibliography of studies on Gödel's Ontological Argument[halott link]
- Az Istenérvek helye a modern fizikában
- A Gödel-tétel spirituális jelentősége
- Gödel istenérvének következménye PDF